# Saison 2005 de l'ATP
Cet article traite de la saison 2005 masculine. Pour la saison 2005 féminine, voir Saison 2005 de la WTA.
Pour un article plus général, voir 2005 en tennis.
Pour un article plus général, voir ATP World Tour.
Vainqueurs des tournois majeurs
Cet article rassemble les résultats des tournois de tennis masculin de la saison 2005. Celle-ci est constituée de 69 tournois répartis en plusieurs catégories :
- 64 organisés par l'ATP : 
  - les Masters Series, au nombre de 9 ;
  - les International Series Gold, au nombre de 9 :
  - les International Series, au nombre de 44 ;
  - la Tennis Masters Cup qui réunit les huit meilleurs joueurs et paires au classement ATP Race en fin de saison ;
  - la World Team Cup (compétition par équipes).
- 5 organisés par l'ITF :
  - les 4 tournois du Grand Chelem ;
  - la Coupe Davis (compétition par équipes).

La Hopman Cup est une compétition mixte (par équipes), elle est organisée par l'ITF.

## Nouveautés de la saison
- Le Masters déménage de Houston (dur (ext.)) à Shanghai (moquette (int.)).
- Dans la catégorie International Series : 
  - Delray Beach (dur (ext.)) est avancé dans le calendrier, joué jusqu'à l'année dernière après l'US Open, il se déroule maintenant après l'Open d'Australie.
  - Long Island (dur (ext.)) disparaît pour laisser place à New Haven (même surface).
  - Shanghai (dur (ext.)) disparaît pour laisser place à Hô Chi Minh-Ville (moquette (int.)).

## Classements

### Évolution du top 10
| Rang | Nom              | Points |
| ---- | ---------------- | ------ |
| 1    | Roger Federer    | 6335   |
| 2    | Andy Roddick     | 3655   |
| 3    | Lleyton Hewitt   | 3590   |
| 4    | Marat Safin      | 3060   |
| 5    | Carlos Moyà      | 2520   |
| 6    | Tim Henman       | 2465   |
| 7    | Guillermo Coria  | 2400   |
| 8    | Andre Agassi     | 2100   |
| 9    | David Nalbandian | 1945   |
| 10   | Gastón Gaudio    | 1920   |

| Rang | Nom             | Points |
| ---- | --------------- | ------ |
| 1    | Daniel Nestor   | 4630   |
| 1    | Mark Knowles    | 4630   |
| 3    | Jonas Björkman  | 4490   |
| 4    | Bob Bryan       | 3925   |
| 4    | Mike Bryan      | 3925   |
| 6    | Todd Woodbridge | 3885   |
| 7    | Mahesh Bhupathi | 3625   |
| 8    | Wayne Black     | 3245   |
| 8    | Kevin Ullyett   | 3245   |
| 10   | Max Mirnyi      | 3185   |

| Rang | Nom             | Points            |      |
| ---- | --------------- | ----------------- | ---- |
| 1    | en stagnation   | Roger Federer     | 6725 |
| 2    | en augmentation | Rafael Nadal      | 4765 |
| 3    | en diminution   | Andy Roddick      | 3085 |
| 4    | en diminution   | Lleyton Hewitt    | 2490 |
| 5    | en augmentation | Nikolay Davydenko | 2390 |
| 6    | en augmentation | David Nalbandian  | 2370 |
| 7    | en augmentation | Andre Agassi      | 2275 |
| 8    | en diminution   | Guillermo Coria   | 2190 |
| 9    | en augmentation | Ivan Ljubičić     | 2180 |
| 10   | en stagnation   | Gastón Gaudio     | 2050 |

| Rang | Nom             | Points          |      |
| ---- | --------------- | --------------- | ---- |
| 1    | en augmentation | Bob Bryan       | 5650 |
| 1    | en augmentation | Mike Bryan      | 5650 |
| 3    | en stagnation   | Jonas Björkman  | 5490 |
| 4    | en augmentation | Max Mirnyi      | 5465 |
| 5    | en augmentation | Wayne Black     | 4130 |
| 6    | en augmentation | Kevin Ullyett   | 3975 |
| 7    | en diminution   | Mark Knowles    | 3565 |
| 8    | en diminution   | Daniel Nestor   | 3425 |
| 9    | en augmentation | Michaël Llodra  | 2875 |
| 10   | en augmentation | Fabrice Santoro | 2775 |

### Statistiques du top 20
| N° | Joueur              | Pays | Points | Évolution     |
| -- | ------------------- | ---- | ------ | ------------- |
| 1  | Roger Federer       |      | 6725   | en stagnation |
| 2  | Rafael Nadal        |      | 4765   | 49            |
| 3  | Andy Roddick        |      | 3085   | 1             |
| 4  | Lleyton Hewitt      |      | 2490   | 1             |
| 5  | Nikolay Davydenko   |      | 2390   | 23            |
| 6  | David Nalbandian    |      | 2370   | 3             |
| 7  | Andre Agassi        |      | 2275   | 1             |
| 8  | Guillermo Coria     |      | 2190   | 1             |
| 9  | Ivan Ljubičić       |      | 2180   | 13            |
| 10 | Gastón Gaudio       |      | 2050   | en stagnation |
| 11 | Fernando González   |      | 1790   | 12            |
| 12 | Marat Safin         |      | 1730   | 8             |
| 13 | Thomas Johansson    |      | 1645   | 17            |
| 14 | David Ferrer        |      | 1620   | 35            |
| 15 | Robby Ginepri       |      | 1520   | 48            |
| 16 | Richard Gasquet     |      | 1506   | 91            |
| 17 | Juan Carlos Ferrero |      | 1500   | 14            |
| 18 | Dominik Hrbatý      |      | 1490   | 4             |
| 19 | Tommy Robredo       |      | 1490   | 6             |
| 20 | Radek Štěpánek      |      | 1440   | 13            |

## Palmarès
| Catégorie                 |
| ------------------------- |
| Grand Chelem              |
| Tennis Masters Cup        |
| Masters Series            |
| International Series Gold |
| International Series      |

### Simple
| No | Date       | Nom et lieu du tournoi                                  | Catégorie      | Dotation    | Surface         | Vainqueur         | Finaliste           | Score                      | [ 1 ]   |
| -- | ---------- | ------------------------------------------------------- | -------------- | ----------- | --------------- | ----------------- | ------------------- | -------------------------- | ------- |
| 1  | 03/01/2005 | Next Generation Hardcourt, Adélaïde                     | Int' Series    | 394 000 $   | Dur (ext.)      | Joachim Johansson | Taylor Dent         | 7-5, 6-3                   | Tableau |
| 2  | 03/01/2005 | Chennai Open, Chennai                                   | Int' Series    | 355 000 $   | Dur (ext.)      | Carlos Moyà       | Paradorn Srichaphan | 3-6, 6-4, 7-65             | Tableau |
| 3  | 03/01/2005 | Qatar ExxonMobil Open, Doha                             | Int' Series    | 975 000 $   | Dur (ext.)      | Roger Federer     | Ivan Ljubičić       | 6-3, 6-1                   | Tableau |
| 4  | 10/01/2005 | Heineken Open, Auckland                                 | Int' Series    | 401 000 $   | Dur (ext.)      | Fernando González | Olivier Rochus      | 6-4, 6-2                   | Tableau |
| 5  | 10/01/2005 | Medibank International, Sydney                          | Int' Series    | 394 000 $   | Dur (ext.)      | Lleyton Hewitt    | Ivo Minář           | 7-5, 6-0                   | Tableau |
| 6  | 17/01/2005 | Australian Open, Melbourne                              | G. Chelem      | 6 743 444 $ | Dur (ext.)      | Marat Safin       | Lleyton Hewitt      | 1-6, 6-3, 6-4, 6-4         | Tableau |
| 7  | 31/01/2005 | Millennium Tennis Championships, Delray Beach           | Int' Series    | 355 000 $   | Dur (ext.)      | Xavier Malisse    | Jiří Novák          | 7-66, 6-2                  | Tableau |
| 8  | 31/01/2005 | BellSouth Open by Rosen, Viña del Mar                   | Int' Series    | 355 000 $   | Terre (ext.)    | Gastón Gaudio     | Fernando González   | 6-3, 6-4                   | Tableau |
| 9  | 31/01/2005 | Internazionali di Lombardia, Milan                      | Int' Series    | 355 000 $   | Moquette (int.) | Robin Söderling   | Radek Štěpánek      | 6-3, 62-7, 7-65            | Tableau |
| 10 | 07/02/2005 | ATP Buenos Aires, Buenos Aires                          | Int' Series    | 355 000 $   | Terre (ext.)    | Gastón Gaudio     | Mariano Puerta      | 6-4, 6-4                   | Tableau |
| 11 | 07/02/2005 | Open 13, Marseille                                      | Int' Series    | 575 000 $   | Dur (int.)      | Joachim Johansson | Ivan Ljubičić       | 7-5, 6-4                   | Tableau |
| 12 | 07/02/2005 | SAP Open, San José                                      | Int' Series    | 355 000 $   | Dur (int.)      | Andy Roddick      | Cyril Saulnier      | 6-0, 6-4                   | Tableau |
| 13 | 14/02/2005 | Regions Morgan Keegan Championships, Memphis            | Series Gold    | 665 000 $   | Dur (int.)      | Kenneth Carlsen   | Max Mirnyi          | 7-5, 7-5                   | Tableau |
| 14 | 14/02/2005 | ABN AMRO World Tennis Tournament, Rotterdam             | Series Gold    | 900 000 $   | Dur (int.)      | Roger Federer     | Ivan Ljubičić       | 5-7, 7-5, 7-65             | Tableau |
| 15 | 14/02/2005 | Brasil Open, Costa do Sauípe                            | Int' Series    | 355 000 $   | Terre (ext.)    | Rafael Nadal      | Alberto Martín      | 6-0, 62-7, 6-1             | Tableau |
| 16 | 21/02/2005 | Abierto Mexicano Telcel, Acapulco                       | Series Gold    | 618 000 $   | Terre (ext.)    | Rafael Nadal      | Albert Montañés     | 6-1, 6-0                   | Tableau |
| 17 | 21/02/2005 | The Dubai Tennis Championships, Dubaï                   | Series Gold    | 975 000 $   | Dur (ext.)      | Roger Federer     | Ivan Ljubičić       | 6-1, 66-7, 6-3             | Tableau |
| 18 | 21/02/2005 | Tennis Channel Open, Scottsdale                         | Int' Series    | 355 000 $   | Dur (ext.)      | Wayne Arthurs     | Mario Ančić         | 7-5, 6-3                   | Tableau |
| 19 | 07/03/2005 | Pacific Life Open, Indian Wells                         | Masters Series | 2 724 600 $ | Dur (ext.)      | Roger Federer     | Lleyton Hewitt      | 6-2, 6-4, 6-4              | Tableau |
| 20 | 21/03/2005 | NASDAQ-100 Open, Miami                                  | Masters Series | 3 200 000 $ | Dur (ext.)      | Roger Federer     | Rafael Nadal        | 2-6, 64-7, 7-65, 6-3, 6-1  | Tableau |
| 21 | 04/04/2005 | Grand-Prix Hassan II, Casablanca                        | Int' Series    | 355 000 $   | Terre (ext.)    | Mariano Puerta    | Juan Mónaco         | 6-4, 6-1                   | Tableau |
| 22 | 04/04/2005 | Open de Tenis Comunidad Valenciana, Valence             | Int' Series    | 375 000 $   | Terre (ext.)    | Igor Andreev      | David Ferrer        | 6-3, 5-7, 6-3              | Tableau |
| 23 | 11/04/2005 | ATP Master Series Monte Carlo, Monte-Carlo              | Masters Series | 2 200 000 $ | Terre (ext.)    | Rafael Nadal      | Guillermo Coria     | 6-3, 6-1, 0-6, 7-5         | Tableau |
| 24 | 18/04/2005 | Open Seat Godó, Barcelone                               | Series Gold    | 900 000 $   | Terre (ext.)    | Rafael Nadal      | Juan Carlos Ferrero | 6-1, 7-64, 6-3             | Tableau |
| 25 | 18/04/2005 | US Men's Clay Court Championship, Houston               | Int' Series    | 355 000 $   | Terre (ext.)    | Andy Roddick      | Sébastien Grosjean  | 6-2, 6-2                   | Tableau |
| 26 | 25/04/2005 | Estoril Open, Estoril                                   | Int' Series    | 600 000 $   | Terre (ext.)    | Gastón Gaudio     | Tommy Robredo       | 6-1, 2-6, 6-1              | Tableau |
| 27 | 25/04/2005 | BMW Open by Crédit suisse, Munich                       | Int' Series    | 355 000 $   | Terre (ext.)    | David Nalbandian  | Andrei Pavel        | 6-4, 6-1                   | Tableau |
| 28 | 02/05/2005 | Telecom Italia Masters, Rome                            | Masters Series | 2 200 000 $ | Terre (ext.)    | Rafael Nadal      | Guillermo Coria     | 6-4, 3-6, 6-3, 4-6, 7-66   | Tableau |
| 29 | 09/05/2005 | Masters Series Hamburg presented by EON Hanse, Hambourg | Masters Series | 2 200 000 $ | Terre (ext.)    | Roger Federer     | Richard Gasquet     | 6-3, 7-5, 7-64             | Tableau |
| 30 | 16/05/2005 | International BTM Power Grand Prix, Sankt Pölten        | Int' Series    | 355 000 $   | Terre (ext.)    | Nikolay Davydenko | Jürgen Melzer       | 6-3, 2-6, 6-4              | Tableau |
| 31 | 23/05/2005 | Roland-Garros, Paris                                    | G. Chelem      | 7 992 394 $ | Terre (ext.)    | Rafael Nadal      | Mariano Puerta      | 6-7, 6-3, 6-1, 7-5         | Tableau |
| 32 | 06/06/2005 | Gerry Weber Open, Halle (Westf.)                        | Int' Series    | 775 000 $   | Gazon (ext.)    | Roger Federer     | Marat Safin         | 6-4, 66-7, 6-4             | Tableau |
| 33 | 06/06/2005 | The Stella Artois Championships, Londres                | Int' Series    | 775 000 $   | Gazon (ext.)    | Andy Roddick      | Ivo Karlović        | 7-67, 7-64                 | Tableau |
| 34 | 13/06/2005 | Ordina Open, Bois-le-Duc                                | Int' Series    | 355 000 $   | Gazon (ext.)    | Mario Ančić       | Michaël Llodra      | 7-5, 6-4                   | Tableau |
| 35 | 13/06/2005 | The 10tele.com Open, Nottingham                         | Int' Series    | 355 000 $   | Gazon (ext.)    | Richard Gasquet   | Max Mirnyi          | 6-2, 6-3                   | Tableau |
| 36 | 20/06/2005 | The Championships, Wimbledon                            | G. Chelem      | 8 616 793 $ | Gazon (ext.)    | Roger Federer     | Andy Roddick        | 6-2, 7-62, 6-4             | Tableau |
| 37 | 04/07/2005 | Synsam Swedish Open, Båstad                             | Int' Series    | 355 000 $   | Terre (ext.)    | Rafael Nadal      | Tomáš Berdych       | 2-6, 6-2, 6-4              | Tableau |
| 38 | 04/07/2005 | Allianz Suisse Open, Gstaad                             | Int' Series    | 470 000 $   | Terre (ext.)    | Gastón Gaudio     | Stanislas Wawrinka  | 6-4, 6-4                   | Tableau |
| 39 | 04/07/2005 | Campbell’s Hall of Fame Tennis Championships, Newport   | Int' Series    | 355 000 $   | Gazon (ext.)    | Greg Rusedski     | Vincent Spadea      | 7-63, 2-6, 6-4             | Tableau |
| 40 | 18/07/2005 | The Priority Telecom Open, Amersfoort                   | Int' Series    | 355 000 $   | Terre (ext.)    | Fernando González | Agustín Calleri     | 7-5, 6-3                   | Tableau |
| 41 | 18/07/2005 | RCA Championships, Indianapolis                         | Int' Series    | 575 000 $   | Dur (ext.)      | Robby Ginepri     | Taylor Dent         | 4-6, 6-0, 3-0, ab.         | Tableau |
| 42 | 18/07/2005 | Mercedes Cup, Stuttgart                                 | Series Gold    | 665 000 $   | Terre (ext.)    | Rafael Nadal      | Gastón Gaudio       | 6-3, 6-3, 6-4              | Tableau |
| 43 | 25/07/2005 | Generali Open, Kitzbühel                                | Series Gold    | 735 000 $   | Terre (ext.)    | Gastón Gaudio     | Fernando Verdasco   | 2-6, 6-2, 6-4, 6-4         | Tableau |
| 44 | 25/07/2005 | Mercedes-Benz Cup, Los Angeles                          | Int' Series    | 355 000 $   | Dur (ext.)      | Andre Agassi      | Gilles Müller       | 6-4, 7-5                   | Tableau |
| 45 | 25/07/2005 | Croatia Open, Umag                                      | Int' Series    | 375 000 $   | Terre (ext.)    | Guillermo Coria   | Carlos Moyà         | 6-2, 4-6, 6-2              | Tableau |
| 46 | 01/08/2005 | Idea Prokom Open, Sopot                                 | Int' Series    | 475 000 $   | Terre (ext.)    | Gaël Monfils      | Florian Mayer       | 7-66, 4-6, 7-5             | Tableau |
| 47 | 01/08/2005 | Legg Mason Tennis Classic, Washington                   | Int' Series    | 575 000 $   | Dur (ext.)      | Andy Roddick      | James Blake         | 7-5, 6-3                   | Tableau |
| 48 | 08/08/2005 | Rogers Cup presented by National Bank, Montréal         | Masters Series | 2 200 000 $ | Dur (ext.)      | Rafael Nadal      | Andre Agassi        | 6-3, 4-6, 6-2              | Tableau |
| 49 | 15/08/2005 | Western & Southern Financial Group Masters, Cincinnati  | Masters Series | 2 200 000 $ | Dur (ext.)      | Roger Federer     | Andy Roddick        | 6-3, 7-5                   | Tableau |
| 50 | 22/08/2005 | Pilot Pen Tennis by Michelob Ultra, New Haven           | Int' Series    | 650 000 $   | Dur (ext.)      | James Blake       | Feliciano López     | 3-6, 7-5, 6-1              | Tableau |
| 51 | 29/08/2005 | US Open, Flushing Meadows                               | G. Chelem      | 7 950 000 $ | Dur (ext.)      | Roger Federer     | Andre Agassi        | 6-3, 2-6, 7-61, 6-1        | Tableau |
| 52 | 12/09/2005 | China Open, Pékin                                       | Int' Series    | 475 000 $   | Dur (ext.)      | Rafael Nadal      | Guillermo Coria     | 5-7, 6-1, 6-2              | Tableau |
| 53 | 12/09/2005 | BCR Open Romania, Bucarest                              | Int' Series    | 355 000 $   | Terre (ext.)    | Florent Serra     | Igor Andreev        | 6-3, 6-4                   | Tableau |
| 54 | 26/09/2005 | Thailand Open, Bangkok                                  | Int' Series    | 525 000 $   | Dur (int.)      | Roger Federer     | Andy Murray         | 6-3, 7-5                   | Tableau |
| 55 | 26/09/2005 | Vietnam Open, Hô Chi Minh-Ville                         | Int' Series    | 355 000 $   | Moquette (int.) | Jonas Björkman    | Radek Štěpánek      | 6-3, 7-64                  | Tableau |
| 56 | 26/09/2005 | Campionati Internazionali di Sicilia, Palerme           | Int' Series    | 355 000 $   | Terre (ext.)    | Igor Andreev      | Filippo Volandri    | 0-6, 6-1, 6-3              | Tableau |
| 57 | 03/10/2005 | Open de Moselle, Metz                                   | Int' Series    | 355 000 $   | Dur (int.)      | Ivan Ljubičić     | Gaël Monfils        | 7-67, 6-0                  | Tableau |
| 58 | 03/10/2005 | AIG Japan Open Championships, Tokyo                     | Series Gold    | 665 000 $   | Dur (ext.)      | Wesley Moodie     | Mario Ančić         | 1-6, 7-67, 6-4             | Tableau |
| 59 | 10/10/2005 | If Stockholm Open, Stockholm                            | Int' Series    | 775 000 $   | Dur (int.)      | James Blake       | Paradorn Srichaphan | 6-1, 7-66                  | Tableau |
| 60 | 10/10/2005 | BA-CA Tennis Trophy, Vienne                             | Series Gold    | 664 000 $   | Dur (int.)      | Ivan Ljubičić     | Juan Carlos Ferrero | 6-2, 6-4, 7-65             | Tableau |
| 61 | 10/10/2005 | Kremlin Cup, Moscou                                     | Int' Series    | 975 000 $   | Moquette (int.) | Igor Andreev      | Nicolas Kiefer      | 5-7, 7-63, 6-2             | Tableau |
| 62 | 17/10/2005 | Mutua Madrileña Masters Madrid, Madrid                  | Masters Series | 2 200 000 $ | Dur (int.)      | Rafael Nadal      | Ivan Ljubičić       | 3-6, 2-6, 6-3, 6-4, 7-63   | Tableau |
| 63 | 24/10/2005 | Davidoff Swiss Indoors Basel, Bâle                      | Int' Series    | 975 000 $   | Moquette (int.) | Fernando González | Márcos Baghdatís    | 68-7, 6-3, 7-5, 6-4        | Tableau |
| 64 | 24/10/2005 | Grand Prix de tennis de Lyon, Lyon                      | Int' Series    | 775 000 $   | Moquette (int.) | Andy Roddick      | Gaël Monfils        | 6-3, 6-2                   | Tableau |
| 65 | 24/10/2005 | St. Petersburg Open, Saint-Pétersbourg                  | Int' Series    | 975 000 $   | Moquette (int.) | Thomas Johansson  | Nicolas Kiefer      | 6-4, 6-2                   | Tableau |
| 66 | 31/10/2005 | BNP Paribas Masters, Paris                              | Masters Series | 2 200 000 $ | Moquette (int.) | Tomáš Berdych     | Ivan Ljubičić       | 6-3, 6-4, 3-6, 4-6, 6-4    | Tableau |
| 67 | 14/11/2005 | Tennis Masters Cup, Shanghai                            | Masters        | 3 700 000 $ | Moquette (int.) | David Nalbandian  | Roger Federer       | 64-7,611-7, 6-2, 6-1, 7-63 | Tableau |

### Double
| No | Date       | Nom et lieu du tournoi                                 | Catégorie      | Dotation    | Surface         | Vainqueurs                             | Finalistes                            | Score                | [ 1 ]   |
| -- | ---------- | ------------------------------------------------------ | -------------- | ----------- | --------------- | -------------------------------------- | ------------------------------------- | -------------------- | ------- |
| 1  | 03/01/2005 | Next Generation Hardcourt Adélaïde                     | Int' Series    | 394 000 $   | Dur (ext.)      | Xavier Malisse Olivier Rochus          | Simon Aspelin Todd Perry              | 7-65, 6-4            | Tableau |
| 2  | 03/01/2005 | Chennai Open Chennai                                   | Int' Series    | 355 000 $   | Dur (ext.)      | Lu Yen-hsun Rainer Schüttler           | Mahesh Bhupathi Jonas Björkman        | 7-5, 4-6, 7-64       | Tableau |
| 3  | 03/01/2005 | Qatar ExxonMobil Open Doha                             | Int' Series    | 975 000 $   | Dur (ext.)      | Albert Costa Rafael Nadal              | Andrei Pavel Mikhail Youzhny          | 6-3, 4-6, 6-3        | Tableau |
| 4  | 10/01/2005 | Heineken Open Auckland                                 | Int' Series    | 401 000 $   | Dur (ext.)      | Yves Allegro Michael Kohlmann          | Simon Aspelin Todd Perry              | 6-4, 7-64            | Tableau |
| 5  | 10/01/2005 | Medibank International Sydney                          | Int' Series    | 394 000 $   | Dur (ext.)      | Mahesh Bhupathi Todd Woodbridge        | Arnaud Clément Michaël Llodra         | 6-3, 6-3             | Tableau |
| 6  | 17/01/2005 | Australian Open Melbourne                              | G. Chelem      | 6 743 444 $ | Dur (ext.)      | Wayne Black Kevin Ullyett              | Bob Bryan Mike Bryan                  | 6-4, 6-4             | Tableau |
| 7  | 31/01/2005 | Millennium Tennis Championships Delray Beach           | Int' Series    | 355 000 $   | Dur (ext.)      | Simon Aspelin Todd Perry               | Jordan Kerr Jim Thomas                | 6-3, 6-3             | Tableau |
| 8  | 31/01/2005 | BellSouth Open by Rosen Viña del Mar                   | Int' Series    | 355 000 $   | Terre (ext.)    | David Ferrer Santiago Ventura          | Gastón Etlis Martín Rodríguez         | 6-3, 6-4             | Tableau |
| 9  | 31/01/2005 | Internazionali di Lombardia Milan                      | Int' Series    | 355 000 $   | Moquette (int.) | Daniele Bracciali Giorgio Galimberti   | Jean-François Bachelot Arnaud Clément | 68-7, 7-66, 6-4      | Tableau |
| 10 | 07/02/2005 | ATP Buenos Aires Buenos Aires                          | Int' Series    | 355 000 $   | Terre (ext.)    | František Čermák Leoš Friedl           | José Acasuso Sebastián Prieto         | 6-2, 7-5             | Tableau |
| 11 | 07/02/2005 | Open 13 Marseille                                      | Int' Series    | 575 000 $   | Dur (int.)      | Martin Damm Radek Štěpánek             | Mark Knowles Daniel Nestor            | 7-64, 7-65           | Tableau |
| 12 | 07/02/2005 | SAP Open San José                                      | Int' Series    | 355 000 $   | Dur (int.)      | Wayne Arthurs Paul Hanley              | Yves Allegro Michael Kohlmann         | 7-64, 6-4            | Tableau |
| 13 | 14/02/2005 | Regions Morgan Keegan Championships Memphis            | Series Gold    | 665 000 $   | Dur (int.)      | Simon Aspelin Todd Perry               | Bob Bryan Mike Bryan                  | 6-4, 6-4             | Tableau |
| 14 | 14/02/2005 | ABN AMRO World Tennis Tournament Rotterdam             | Series Gold    | 900 000 $   | Dur (int.)      | Jonathan Erlich Andy Ram               | Cyril Suk Pavel Vízner                | 6-4, 4-6, 6-3        | Tableau |
| 15 | 14/02/2005 | Brasil Open Costa do Sauípe                            | Int' Series    | 355 000 $   | Terre (ext.)    | František Čermák Leoš Friedl           | José Acasuso Ignacio González King    | 6-4, 6-4             | Tableau |
| 16 | 21/02/2005 | Abierto Mexicano Telcel Acapulco                       | Series Gold    | 618 000 $   | Terre (ext.)    | David Ferrer Santiago Ventura          | Jiří Vaněk Tomáš Zíb                  | 4-6, 6-1, 6-4        | Tableau |
| 17 | 21/02/2005 | The Dubai Tennis Championships Dubaï                   | Series Gold    | 975 000 $   | Dur (ext.)      | Martin Damm Radek Štěpánek             | Jonas Björkman Fabrice Santoro        | 6-2, 6-4             | Tableau |
| 18 | 21/02/2005 | Tennis Channel Open Scottsdale                         | Int' Series    | 355 000 $   | Dur (ext.)      | Bob Bryan Mike Bryan                   | Wayne Arthurs Paul Hanley             | 7-5, 6-4             | Tableau |
| 19 | 07/03/2005 | Pacific Life Open Indian Wells                         | Masters Series | 2 724 600 $ | Dur (ext.)      | Mark Knowles Daniel Nestor             | Wayne Arthurs Paul Hanley             | 7-66, 7-62           | Tableau |
| 20 | 21/03/2005 | NASDAQ-100 Open Miami                                  | Masters Series | 3 200 000 $ | Dur (ext.)      | Max Mirnyi Jonas Björkman              | Kevin Ullyett Wayne Black             | 6-1, 6-2             | Tableau |
| 21 | 04/04/2005 | Grand-Prix Hassan II Casablanca                        | Int' Series    | 355 000 $   | Terre (ext.)    | František Čermák Leoš Friedl           | Martín García Luis Horna              | 6-4, 6-3             | Tableau |
| 22 | 04/04/2005 | Open de Tenis Comunidad Valenciana Valence             | Int' Series    | 375 000 $   | Terre (ext.)    | Fernando González Martín Rodríguez     | Lucas Arnold Ker Mariano Hood         | 6-4, 6-4             | Tableau |
| 23 | 11/04/2005 | ATP Master Series Monte Carlo Monte-Carlo              | Masters Series | 2 200 000 $ | Terre (ext.)    | Leander Paes Nenad Zimonjić            | Bob Bryan Mike Bryan                  | forfait              | Tableau |
| 24 | 18/04/2005 | Open Seat Godó Barcelone                               | Series Gold    | 900 000 $   | Terre (ext.)    | Leander Paes Nenad Zimonjić            | Feliciano López Rafael Nadal          | 6-3, 6-3             | Tableau |
| 25 | 18/04/2005 | US Men's Clay Court Championship Houston               | Int' Series    | 355 000 $   | Terre (ext.)    | Mark Knowles Daniel Nestor             | Martín García Luis Horna              | 6-3, 6-4             | Tableau |
| 26 | 25/04/2005 | Estoril Open Estoril                                   | Int' Series    | 600 000 $   | Terre (ext.)    | František Čermák Leoš Friedl           | Juan Ignacio Chela Tommy Robredo      | 6-3, 6-4             | Tableau |
| 27 | 25/04/2005 | BMW Open by Crédit suisse Munich                       | Int' Series    | 355 000 $   | Terre (ext.)    | Mario Ančić Julian Knowle              | Florian Mayer Alexander Waske         | 6-3, 1-6, 6-3        | Tableau |
| 28 | 02/05/2005 | Telecom Italia Masters Rome                            | Masters Series | 2 200 000 $ | Terre (ext.)    | Michaël Llodra Fabrice Santoro         | Bob Bryan Mike Bryan                  | 6-4, 6-2             | Tableau |
| 29 | 09/05/2005 | Masters Series Hamburg presented by EON Hanse Hambourg | Masters Series | 2 200 000 $ | Terre (ext.)    | Jonas Björkman Max Mirnyi              | Michaël Llodra Fabrice Santoro        | 4-6, 7-62, 7-63      | Tableau |
| 30 | 16/05/2005 | International BTM Power Grand Prix Sankt Pölten        | Int' Series    | 355 000 $   | Terre (ext.)    | Lucas Arnold Ker Paul Hanley           | Martin Damm Mariano Hood              | 6-3, 6-4             | Tableau |
| 31 | 23/05/2005 | Roland-Garros Paris                                    | G. Chelem      | 7 992 394 $ | Terre (ext.)    | Jonas Björkman Max Mirnyi              | Bob Bryan Mike Bryan                  | 2-6, 6-1, 6-4        | Tableau |
| 32 | 06/06/2005 | Gerry Weber Open Halle (Westf.)                        | Int' Series    | 775 000 $   | Gazon (ext.)    | Roger Federer Yves Allegro             | Joachim Johansson Marat Safin         | 7-5, 66-7, 6-3       | Tableau |
| 33 | 06/06/2005 | The Stella Artois Championships Londres                | Int' Series    | 775 000 $   | Gazon (ext.)    | Bob Bryan Mike Bryan                   | Jonas Björkman Max Mirnyi             | 7-69, 7-64           | Tableau |
| 34 | 13/06/2005 | Ordina Open Bois-le-Duc                                | Int' Series    | 355 000 $   | Gazon (ext.)    | Cyril Suk Pavel Vízner                 | Tomáš Cibulec Leoš Friedl             | 6-3, 6-4             | Tableau |
| 35 | 13/06/2005 | The 10tele.com Open Nottingham                         | Int' Series    | 355 000 $   | Gazon (ext.)    | Jonathan Erlich Andy Ram               | Simon Aspelin Todd Perry              | 4-6, 6-3, 7-5        | Tableau |
| 36 | 20/06/2005 | The Championships Wimbledon                            | G. Chelem      | 8 616 793 $ | Gazon (ext.)    | Stephen Huss Wesley Moodie             | Bob Bryan Mike Bryan                  | 7-64, 6-3, 62-7, 6-3 | Tableau |
| 37 | 04/07/2005 | Synsam Swedish Open Båstad                             | Int' Series    | 355 000 $   | Terre (ext.)    | Jonas Björkman Joachim Johansson       | José Acasuso Sebastián Prieto         | 6-2, 6-3             | Tableau |
| 38 | 04/07/2005 | Allianz Suisse Open Gstaad                             | Int' Series    | 470 000 $   | Terre (ext.)    | František Čermák Leoš Friedl           | Michael Kohlmann Rainer Schüttler     | 7-66, 7-611          | Tableau |
| 39 | 04/07/2005 | Campbell’s Hall of Fame Tennis Championships Newport   | Int' Series    | 355 000 $   | Gazon (ext.)    | Jordan Kerr Jim Thomas                 | Graydon Oliver Travis Parrott         | 7-65, 7-65           | Tableau |
| 40 | 18/07/2005 | The Priority Telecom Open Amersfoort                   | Int' Series    | 355 000 $   | Terre (ext.)    | Martín García Luis Horna               | Fernando González Nicolás Massú       | 6-4, 6-4             | Tableau |
| 41 | 18/07/2005 | RCA Championships Indianapolis                         | Int' Series    | 575 000 $   | Dur (ext.)      | Paul Hanley Graydon Oliver             | Simon Aspelin Todd Perry              | 6-2, 3-1, ab.        | Tableau |
| 42 | 18/07/2005 | Mercedes Cup Stuttgart                                 | Series Gold    | 665 000 $   | Terre (ext.)    | José Acasuso Sebastián Prieto          | Mariano Hood Tommy Robredo            | 7-64, 6-3            | Tableau |
| 43 | 25/07/2005 | Generali Open Kitzbühel                                | Series Gold    | 735 000 $   | Terre (ext.)    | Leoš Friedl Andrei Pavel               | Christophe Rochus Olivier Rochus      | 6-2, 65-7, 6-0       | Tableau |
| 44 | 25/07/2005 | Mercedes-Benz Cup Los Angeles                          | Int' Series    | 355 000 $   | Dur (ext.)      | Rick Leach Brian MacPhie               | Jonathan Erlich Andy Ram              | 6-3, 6-4             | Tableau |
| 45 | 25/07/2005 | Croatia Open Umag                                      | Int' Series    | 375 000 $   | Terre (ext.)    | Jiří Novák Petr Pála                   | Michal Mertiňák David Škoch           | 6-3, 6-3             | Tableau |
| 46 | 01/08/2005 | Idea Prokom Open Sopot                                 | Int' Series    | 475 000 $   | Terre (ext.)    | Mariusz Fyrstenberg Marcin Matkowski   | Lucas Arnold Ker Sebastián Prieto     | 7-67, 6-4            | Tableau |
| 47 | 01/08/2005 | Legg Mason Tennis Classic Washington                   | Int' Series    | 575 000 $   | Dur (ext.)      | Bob Bryan Mike Bryan                   | Wayne Black Kevin Ullyett             | 6-4, 6-2             | Tableau |
| 48 | 08/08/2005 | Rogers Cup presented by National Bank Montréal         | Masters Series | 2 200 000 $ | Dur (ext.)      | Wayne Black Kevin Ullyett              | Jonathan Erlich Andy Ram              | 65-7, 6-3, 6-0       | Tableau |
| 49 | 15/08/2005 | Western & Southern Financial Group Masters Cincinnati  | Masters Series | 2 200 000 $ | Dur (ext.)      | Jonas Björkman Max Mirnyi              | Wayne Black Kevin Ullyett             | 7-63, 6-2            | Tableau |
| 50 | 22/08/2005 | Pilot Pen Tennis by Michelob Ultra New Haven           | Int' Series    | 650 000 $   | Dur (ext.)      | Gastón Etlis Martín Rodríguez          | Rajeev Ram Bobby Reynolds             | 6-4, 6-3             | Tableau |
| 51 | 29/08/2005 | US Open Flushing Meadows                               | G. Chelem      | 7 950 000 $ | Dur (ext.)      | Bob Bryan Mike Bryan                   | Jonas Björkman Max Mirnyi             | 6-1, 6-4             | Tableau |
| 52 | 12/09/2005 | China Open Pékin                                       | Int' Series    | 475 000 $   | Dur (ext.)      | Justin Gimelstob Nathan Healey         | Dmitri Toursounov Mikhail Youzhny     | 4-6, 6-3, 6-2        | Tableau |
| 53 | 12/09/2005 | BCR Open Romania Bucarest                              | Int' Series    | 355 000 $   | Terre (ext.)    | José Acasuso Sebastián Prieto          | Victor Hănescu Andrei Pavel           | 6-3, 4-6, 6-3        | Tableau |
| 54 | 26/09/2005 | Thailand Open Bangkok                                  | Int' Series    | 525 000 $   | Dur (int.)      | Paul Hanley Leander Paes               | Jonathan Erlich Andy Ram              | 5-6, 6-1, 6-2        | Tableau |
| 55 | 26/09/2005 | Vietnam Open Hô Chi Minh-Ville                         | Int' Series    | 355 000 $   | Moquette (int.) | Lars Burgsmüller Philipp Kohlschreiber | Ashley Fisher Robert Lindstedt        | 53-6, 6-4, 6-2       | Tableau |
| 56 | 26/09/2005 | Campionati Internazionali di Sicilia Palerme           | Int' Series    | 355 000 $   | Terre (ext.)    | Martín García Mariano Hood             | Mariusz Fyrstenberg Marcin Matkowski  | 6-2, 6-3             | Tableau |
| 57 | 03/10/2005 | Open de Moselle Metz                                   | Int' Series    | 355 000 $   | Dur (int.)      | Michaël Llodra Fabrice Santoro         | José Acasuso Sebastián Prieto         | 5-2, 3-5, 5-44       | Tableau |
| 58 | 03/10/2005 | AIG Japan Open Championships Tokyo                     | Series Gold    | 665 000 $   | Dur (ext.)      | Satoshi Iwabuchi Takao Suzuki          | Simon Aspelin Todd Perry              | 5-43, 5-413          | Tableau |
| 59 | 10/10/2005 | If Stockholm Open Stockholm                            | Int' Series    | 775 000 $   | Dur (int.)      | Wayne Arthurs Paul Hanley              | Leander Paes Nenad Zimonjić           | 5-3, 5-3             | Tableau |
| 60 | 10/10/2005 | BA-CA Tennis Trophy Vienne                             | Series Gold    | 664 000 $   | Dur (int.)      | Mark Knowles Daniel Nestor             | Jonathan Erlich Andy Ram              | 5-3, 5-42            | Tableau |
| 61 | 10/10/2005 | Kremlin Cup Moscou                                     | Int' Series    | 975 000 $   | Moquette (int.) | Max Mirnyi Mikhail Youzhny             | Igor Andreev Nikolay Davydenko        | 6-1, 6-1             | Tableau |
| 62 | 17/10/2005 | Mutua Madrileña Masters Madrid Madrid                  | Masters Series | 2 200 000 $ | Dur (int.)      | Mark Knowles Daniel Nestor             | Leander Paes Nenad Zimonjić           | 3-6, 6-3, 6-2        | Tableau |
| 63 | 24/10/2005 | Davidoff Swiss Indoors Basel Bâle                      | Int' Series    | 975 000 $   | Moquette (int.) | Agustín Calleri Fernando González      | Stephen Huss Wesley Moodie            | 7-5, 7-5             | Tableau |
| 64 | 24/10/2005 | Grand Prix de tennis de Lyon Lyon                      | Int' Series    | 775 000 $   | Moquette (int.) | Michaël Llodra Fabrice Santoro         | Jeff Coetzee Rogier Wassen            | 6-3, 6-1             | Tableau |
| 65 | 24/10/2005 | St. Petersburg Open Saint-Pétersbourg                  | Int' Series    | 975 000 $   | Moquette (int.) | Julian Knowle Jürgen Melzer            | Jonas Björkman Max Mirnyi             | 4-6, 7-5, 7-5        | Tableau |
| 66 | 31/10/2005 | BNP Paribas Masters Paris                              | Masters Series | 2 200 000 $ | Moquette (int.) | Bob Bryan Mike Bryan                   | Mark Knowles Daniel Nestor            | 6-4, 63-7, 6-4       | Tableau |
| 67 | 14/11/2005 | Tennis Masters Cup Shanghai                            | Masters        | 3 700 000 $ | Moquette (int.) | Michaël Llodra Fabrice Santoro         | Leander Paes Nenad Zimonjić           | 6-7, 6-3, 7-64       | Tableau |

### Double mixte
| No | Date       | Nom et lieu du tournoi      | Catégorie | Dotation    | Surface      | Vainqueurs                         | Finalistes                        | Score         |         |
| -- | ---------- | --------------------------- | --------- | ----------- | ------------ | ---------------------------------- | --------------------------------- | ------------- | ------- |
| 1  | 17/01/2005 | Australian Open Melbourne   | G. Chelem | 6 743 444 $ | Dur (ext.)   | Samantha Stosur Scott Draper       | Liezel Huber Kevin Ullyett        | 6-2, 2-6, 7-5 | Tableau |
| 2  | 23/05/2005 | Roland-Garros Paris         | G. Chelem | 7 992 394 $ | Terre (ext.) | Daniela Hantuchová Fabrice Santoro | Martina Navrátilová Leander Paes  | 3-6, 6-3, 6-2 | Tableau |
| 3  | 20/06/2005 | The Championships Wimbledon | G. Chelem | 8 616 793 $ | Gazon (ext.) | Mary Pierce Mahesh Bhupathi        | Tatiana Perebiynis Paul Hanley    | 6-4, 6-2      | Tableau |
| 4  | 29/08/2005 | US Open Flushing Meadows    | G. Chelem | 8 200 000 $ | Dur (ext.)   | Daniela Hantuchová Mahesh Bhupathi | Katarina Srebotnik Nenad Zimonjić | 6-4, 6-2      | Tableau |

### Compétitions par équipes
| | Slovaquie | 2                                | -  | 3 | Croatie |   |   |
| --- | --------- | -------------------------------- | -- | - | ------- | - | - |
| Sibamac Arena, Centre National de Tennis de Bratislava, Slovaquie |           |                                  |    |   |         |   |   |
| du 2 au 4 décembre 2005 sur dur (int.) |           |                                  |    |   |         |   |   |
| \| 1 \| \| Karol Kučera \| 3 \| 4 \| 3 \| \| \| \| 1 \| \| Ivan Ljubičić \| 6 \| 6 \| 6 \| \| \| \| 2 \| \| Dominik Hrbatý \| 7 \| 6 \| 64 \| 6 \| \| \| 2 \| \| Mario Ančić \| 64 \| 4 \| 7 \| 4 \| \| \| 3 \| \| Dominik Hrbatý - Michal Mertiňák \| 65 \| 3 \| 65 \| \| \| \| 3 \| \| Mario Ančić - Ivan Ljubičić \| 7 \| 6 \| 7 \| \| \| \| \| \| \| \| \| \| \| \| \| 4 \| \| Dominik Hrbatý \| 4 \| 6 \| 6 \| 3 \| 6 \| \| 4 \| \| Ivan Ljubičić \| 6 \| 3 \| 4 \| 6 \| 4 \| \| \| \| \| \| \| \| \| \| \| 5 \| \| Michal Mertiňák \| 61 \| 3 \| 4 \| \| \| \| 5 \| \| Mario Ančić \| 7 \| 6 \| 6 \| \| \| \| \| \| \| \| \| \| \| \| |           |                                  |    |   |         |   |   |
| 1 |           | Karol Kučera                     | 3  | 4 | 3       |   |   |
| 1 |           | Ivan Ljubičić                    | 6  | 6 | 6       |   |   |
| 2 |           | Dominik Hrbatý                   | 7  | 6 | 64      | 6 |   |
| 2 |           | Mario Ančić                      | 64 | 4 | 7       | 4 |   |
| 3 |           | Dominik Hrbatý - Michal Mertiňák | 65 | 3 | 65      |   |   |
| 3 |           | Mario Ančić - Ivan Ljubičić      | 7  | 6 | 7       |   |   |
| |           |                                  |    |   |         |   |   |
| 4 |           | Dominik Hrbatý                   | 4  | 6 | 6       | 3 | 6 |
| 4 |           | Ivan Ljubičić                    | 6  | 3 | 4       | 6 | 4 |
| |           |                                  |    |   |         |   |   |
| 5 |           | Michal Mertiňák                  | 61 | 3 | 4       |   |   |
| 5 |           | Mario Ančić                      | 7  | 6 | 6       |   |   |
| |           |                                  |    |   |         |   |   |

| 1 |  | Karol Kučera                     | 3  | 4 | 3  |   |   |
| 1 |  | Ivan Ljubičić                    | 6  | 6 | 6  |   |   |
| 2 |  | Dominik Hrbatý                   | 7  | 6 | 64 | 6 |   |
| 2 |  | Mario Ančić                      | 64 | 4 | 7  | 4 |   |
| 3 |  | Dominik Hrbatý - Michal Mertiňák | 65 | 3 | 65 |   |   |
| 3 |  | Mario Ančić - Ivan Ljubičić      | 7  | 6 | 7  |   |   |
|   |  |                                  |    |   |    |   |   |
| 4 |  | Dominik Hrbatý                   | 4  | 6 | 6  | 3 | 6 |
| 4 |  | Ivan Ljubičić                    | 6  | 3 | 4  | 6 | 4 |
|   |  |                                  |    |   |    |   |   |
| 5 |  | Michal Mertiňák                  | 61 | 3 | 4  |   |   |
| 5 |  | Mario Ančić                      | 7  | 6 | 6  |   |   |
|   |  |                                  |    |   |    |   |   |

|  | Équipe 1  | Score | Équipe 2  |  |
|  | Slovaquie | 3 – 0 | Argentine |  |

| Ordre des matchs | Joueurs                             | Points au premier set | Points au second set | Points au troisième set |
| ---------------- | ----------------------------------- | --------------------- | -------------------- | ----------------------- |
| 1                | Daniela Hantuchová                  | 1                     | 6                    | 6                       |
| 1                | Gisela Dulko                        | 6                     | 4                    | 4                       |
|                  |                                     |                       |                      |                         |
| 2                | Dominik Hrbatý                      | 6                     | 6                    |                         |
| 2                | Guillermo Coria                     | 4                     | 1                    |                         |
|                  |                                     |                       |                      |                         |
| 3 (sans enjeu)   | Daniela Hantuchová - Dominik Hrbatý |                       |                      |                         |
| 3 (sans enjeu)   | Gisela Dulko - Guillermo Coria      | Forfait               |                      |                         |

|  | Équipe 1  | Score | Équipe 2  |  |
|  | Allemagne | 2 – 1 | Argentine |  |

| Ordre des matchs | Joueurs                              | Points au premier set | Points au second set | Points au troisième set |
| ---------------- | ------------------------------------ | --------------------- | -------------------- | ----------------------- |
| 1                | Florian Mayer                        | 1                     | 1                    |                         |
| 1                | Guillermo Coria                      | 6                     | 6                    |                         |
|                  |                                      |                       |                      |                         |
| 2                | Tommy Haas                           | 6                     | 6                    |                         |
| 2                | Gastón Gaudio                        | 4                     | 3                    |                         |
|                  |                                      |                       |                      |                         |
| 3                | Tommy Haas - Alexander Waske         | 6                     | 6                    |                         |
| 3                | Juan Ignacio Chela - Guillermo Cañas | 1                     | 2                    |                         |

## Informations statistiques
Les tournois sont listés par ordre chronologique.
Fernando González a remporté le tournoi de Bâle en simple et en double.

### En simple
| Joueur            | Nombre | Titre(s) |
| Roger Federer     | 11     | Doha, Rotterdam, Dubaï, Indian Wells, Miami, Hambourg, Halle Wimbledon, Cincinnati, US Open, Bangkok               |
| Rafael Nadal      | 11     | Costa do Sauípe, Acapulco, Monte-Carlo, Barcelone, Rome Roland-Garros, Båstad, Stuttgart, Montréal, Pékin & Madrid |
| Gastón Gaudio     | 5      | Viña del Mar, Buenos Aires, Estoril, Gstaad & Kitzbühel                                                            |
| Andy Roddick      | 5      | San José, Houston, Queen's, Washington & Lyon                                                                      |
| Fernando González | 3      | Auckland, Amersfoort & Bâle                                                                                        |
| Igor Andreev      | 3      | Valence, Palerme & Moscou                                                                                          |
| Ivan Ljubičić     | 2      | Metz & Vienne |
| David Nalbandian  | 2      | Munich & Masters                                                                                                   |
| James Blake       | 2      | New Haven & Stockholm                                                                                              |
| Joachim Johansson | 2      | Adélaïde & Marseille                                                                                               |
| Marat Safin       | 1      | Open d'Australie                                                                                                   |
| Tomáš Berdych     | 1      | Paris-Bercy |
| Wesley Moodie     | 1      | Tokyo |
| Guillermo Coria   | 1      | Umag |
| Mariano Puerta    | 1      | Casablanca |
| Lleyton Hewitt    | 1      | Sydney |
| Wayne Arthurs     | 1      | Scottsdale |
| Xavier Malisse    | 1      | Delray Beach |
| Mario Ančić       | 1      | Bois-le-Duc |
| Kenneth Carlsen   | 1      | Memphis |
| Carlos Moyà       | 1      | Chennai |
| Andre Agassi      | 1      | Los Angeles |
| Robby Ginepri     | 1      | Indianapolis |
| Florent Serra     | 1      | Bucarest |
| Gaël Monfils      | 1      | Sopot |
| Richard Gasquet   | 1      | Nottingham |
| Greg Rusedski     | 1      | Newport |
| Nikolay Davydenko | 1      | Sankt Pölten |
| Jonas Björkman    | 1      | Hô Chi Minh-Ville                                                                                                  |
| Robin Söderling   | 1      | Milan |
| Thomas Johansson  | 1      | Saint-Pétersbourg                                                                                                  |

| Joueur          | Début de carrière | Premier titre |
| Gaël Monfils    | 2004              | Sopot         |
| Richard Gasquet | 2002              | Nottingham    |
| Igor Andreev    | 2002              | Valence       |
| Mario Ančić     | 2001              | Bois-le-Duc   |
| Mario Ančić     | 2001              | Bois-le-Duc   |
| Wesley Moodie   | 2000              | Tokyo         |
| Florent Serra   | 2000              | Bucarest      |
| Xavier Malisse  | 1998              | Delray Beach  |
| Wayne Arthurs   | 1990              | Scottsdale    |

### En double
| Joueur                         | Nombre | Titres                                                           |
| Leoš Friedl                    | 6      | Buenos Aires, São Paulo, Casablanca, Estoril, Gstaad & Kitzbühel |
| Max Mirnyi                     | 5      | Miami, Hambourg, Roland Garros, Cincinnati & Moscou              |
| Jonas Björkman                 | 5      | Miami, Hambourg, Roland Garros, Båstad & Cincinnati              |
| Bob Bryan Mike Bryan           | 5      | Scottsdale, Queen's, Washington, US Open & Paris-Bercy           |
| František Čermák               | 5      | Buenos Aires, Costa do Sauípe, Casablanca, Estoril & Gstaad      |
| Paul Hanley                    | 5      | San José, Sankt Pölten, Indianapolis, Bangkok & Stockholm        |
| Michaël Llodra Fabrice Santoro | 4      | Rome, Metz, Lyon & Masters                                       |
| Mark Knowles Daniel Nestor     | 4      | Indian Wells, Houston, Vienne & Madrid                           |
| Leander Paes                   | 3      | Monte-Carlo, Barcelone & Bangkok                                 |
| Wayne Black Kevin Ullyett      | 2      | Open d'Australie & Montréal                                      |
| Martin Damm Radek Štěpánek     | 2      | Marseille & Dubaï                                                |
| Jonathan Erlich Andy Ram       | 2      | Rotterdam & Nottingham                                           |
| Yves Allegro                   | 2      | Auckland & Halle                                                 |
| Martín Rodríguez               | 2      | Valence & New Haven                                              |
| Nenad Zimonjić                 | 2      | Monte-Carlo & Barcelone                                          |
| José Acasuso Sebastián Prieto  | 2      | Stuttgart & Bucarest                                             |
| Martín García                  | 2      | Amersfoort & Palerme                                             |
| Wayne Arthurs                  | 2      | San José & Stockholm                                             |
| Fernando González              | 2      | Valence & Bâle                                                   |
| Julian Knowle                  | 2      | Munich & Saint-Pétersbourg                                       |
| David Ferrer Santiago Ventura  | 2      | Viña del Mar & Acapulco                                          |
| Simon Aspelin Todd Perry       | 2      | Delray Beach & Memphis                                           |

| Joueur                | Début de carrière | Premier titre     |
| Philipp Kohlschreiber | 2001              | Hô Chi Minh-Ville |
| Lu Yen-hsun           | 2001              | Chennai           |
| Santiago Ventura      | 2001              | Viña del Mar      |
| David Ferrer          | 2000              | Viña del Mar      |
| Wesley Moodie         | 2000              | Wimbledon         |
| Joachim Johansson     | 2000              | Båstad            |
| Jürgen Melzer         | 1999              | Saint-Pétersbourg |
| Mikhail Youzhny       | 1999              | Moscou            |
| Luis Horna            | 1998              | Amersfoort        |
| Daniele Bracciali     | 1995              | Milan             |
| Giorgio Galimberti    | 1995              | Milan             |
| Satoshi Iwabuchi      | 1995              | Tokyo             |
| Takao Suzuki          | 1995              | Tokyo             |
| Albert Costa          | 1993              | Doha              |
| Lars Burgsmüller      | 1993              | Hô Chi Minh-Ville |